# Saint-Germain-de-Fresney
Saint-Germain-de-Fresney is een gemeente in het Franse departement Eure (regio Normandië) en telt 149 inwoners (2005). De plaats maakt deel uit van het arrondissement Évreux.

## Geografie
De oppervlakte van Saint-Germain-de-Fresney bedraagt 5,4 km², de bevolkingsdichtheid is 27,6 inwoners per km².
De onderstaande kaart toont de ligging van Saint-Germain-de-Fresney met de belangrijkste infrastructuur en aangrenzende gemeenten.

## Demografie
Onderstaande figuur toont het verloop van het inwonertal (bron: INSEE-tellingen).